# Amy Bailey
Amy Marina Bailey (Texas, 24 de outubro de 1975) é uma atriz norte-americana. Ela é mais conhecida pelo seu papel como a rainha Kwenthrith da Mércia na série de televisão, Vikings.

## Filmografia

### Cinema
| Ano  | Título                | Papel                      | Notas |
| ---- | --------------------- | -------------------------- | ----- |
| 2009 | Nine                  | Dançarina                  |       |
| 2010 | Alice in Wonderland   | Chapeleira (não creditado) |       |
| 2011 | Girl Walks into a Bar | Dançarina                  |       |

### Televisão
| Ano       | Título                              | Papel                              | Notas                 |
| --------- | ----------------------------------- | ---------------------------------- | --------------------- |
| 2009      | The 81st Annual Academy Awards      | Dançarina - Luhrmann/Ashford       | Especial de televisão |
| 2010      | I Shouldn't Be Alive                | Gina Allen                         | Documentário          |
| 2012      | Boogeyman                           | Rebecca                            | Filme de televisão    |
| 2012      | Dark Matters: Twisted But True      | Paciente VP/Zena/Christina Maslach | 3 episódios           |
| 2013      | Taken: The Search for Sophie Parker | Nadia                              | Filme de televisão    |
| 2013      | Supercollider                       | Natalie Susskind                   |                       |
| 2014      | Need for Speed (Dating)             | Polly                              | Curta-metragem        |
| 2014      | Dominion                            | Clementine                         | 4 episódios           |
| 2014-2016 | Vikings                             | Rainha Kwenthrith                  | 13 episódios          |
| 2015      | Is This Thing On?                   | Madge                              | Curta-metragem        |
| 2017      | Major Crimes                        | Karina Volsky                      | Episódio: "Dead Drop" |